# Durnovária
Durnovária (em latim: Durnovaria) é a ortografia em latim do nome da cidade romana de Dorchester no atual condado de Dorset na Inglaterra.

## Dorchester romana
O local da atual Dorchester pode ter sido inicialmente uma pequena fortificação de guarnição para a II Legião Augusta estabelecida depois da invasão romana.

## A cidade romana
A cidade ainda possui algumas características romanas, incluindo parte da muralha da cidade e os alicerces de uma residência da cidade romana.